# Synagogue de Wolfisheim
La synagogue de Wolfisheim, située rue du Milieu, a été construite en 1894 en grès des Vosges et a été préservée de la destruction pendant la Seconde Guerre mondiale.
Wolfisheim est une commune du Bas-Rhin, en bordure de la Bruche, située à seulement 8 km de Strasbourg. Elle compte actuellement un peu moins de 4 000 habitants.

## Histoire de la communauté juive
On suppose que des Juifs vivaient à Wolfisheim au Moyen Âge. Selon les Erfurter Annalen une persécution antijuive s'est produite en 1235 dans la villa Wolfesheim, pendant laquelle 18 Juifs ont été tués, accusés du meurtre d'un Chrétien. Cependant, les historiens ne sont pas entièrement sûrs que le Wolfesheim mentionné corresponde à l'actuel Wolfisheim. Certains pensent que les annales font référence à la ville de Wolfhagen près de Cassel en Allemagne. 
La communauté juive moderne remonte au XVIIIe siècle. Les Juifs ont alors l'interdiction d'habiter Strasbourg. Ils peuvent s'y rendre pour faire du commerce, mais doivent quitter la ville avant la tombée de la nuit. Beaucoup s'installent dans les petites villes et villages alentour. Lors du recensement du 14 février 1785, 14 familles juives, faisant un total de 80 personnes vivent à Wolfisheim. Leur nombre va croître tout au long du XIXe siècle, passant de 83 habitants juifs en 1809 à 161 en 1846, à 214 en 1881 pour atteindre un maximum de 229 en 1870. Par la suite, ce nombre va diminuer à la suite de l'annexion de l'Alsace-Lorraine par l'Empire allemand, amenant certains à partir pour la France pour conserver la nationalité française et en 1910, on compte 165 Juifs.     
La communauté juive possède une synagogue, un mikvé (bain rituel), une école juive, qui fonctionnera jusqu'en 1914, et un cimetière. L'enseignant en tant que hazzan (chantre), conduit les offices et occupe aussi le poste shohet (abatteur rituel). La communauté est rattachée au rabbinat de Strasbourg.         
En 1936, 114 Juifs vivent à Wolfisheim. Comme la majorité des Alsaciens, ils sont évacués en 1940 avant l'invasion allemande, dans le sud de la France, dans la région de Périgueux.  
Après la guerre, certains reviendront et reformeront une communauté. En 1953, on compte 31 Juifs et en 1965, 65.     
Actuellement, la communauté fonctionne grâce au regroupement des fidèles d'Eckbolsheim et d'Oberschaeffolsheim. 
Toutes les semaines des jeunes de Strasbourg marchent jusqu à la synagogue pour y faire les offices. 
Lien vers le site internet de la communauté de Wolfisheim https://www.communaute-israelite-wolfisheim.com/

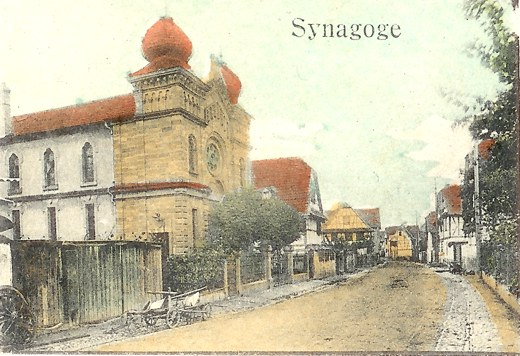
La synagogue au début du XXe siècle, d'après une carte postale

## Histoire de la synagogue
La première salle de prière à Wolfisheim date de 1837. Comme pour de nombreuses synagogues alsaciennes, le facteur déclenchant est la loi votée par Louis-Philippe en 1831 qui décide que les rabbins seront payés par l'État, comme le sont les pasteurs protestants ou les prêtres catholiques. Les communautés juives n'ayant plus à leur charge les rémunérations de leurs rabbins, peuvent ainsi dégager de l'argent pour la construction de leur synagogue.  
La synagogue actuelle est construite de 1897 à 1898 en Rundbogenstil (roman germanique) et remplace l'ancienne salle de prière de 1837. On ignore le nom de son architecte. 
La façade sur rue, dirigée vers l'ouest est construite en grès des Vosges, comme la plupart des autres lieux de culte de la région. Les côtés latéraux sont quant à eux en maçonnerie enduite, seuls le soubassement, le pourtour des fenêtres et le bandeau horizontal séparant les deux niveaux sont en pierre de grès. La façade est divisée en trois parties, avec au centre le portail surmonté d'une rose et d'un fronton triangulaire, encadré de deux tours carrés couronnées d'un dôme à huit pans en forme de bulbe, recouvert d'ardoises. 
Au sommet du fronton, se trouvent les Tables de la Loi. Sur le tympan figure l'inscription en hébreu du verset (56:7) du Livre d'Isaïe: « Car ma maison sera appelée une maison de prière, pour tous tes peuples ».
À l'intérieur les murs sont ornés de peintures de motifs floraux et de frises. La tribune réservées aux femmes, au niveau du premier étage, repose sur des colonnettes carrées en bois et entoure la salle de prière sur trois côtés.   
La nef qui prolonge le massif antérieur est en maçonnerie enduite. 
Pendant la Seconde Guerre mondiale, la synagogue est pillée mais n'est que faiblement endommagée. 
Après la guerre, le bâtiment est restauré et réinauguré en 1945. Des offices sont régulièrement célébrés les chabbats et les jours de fête suivant le rite ashkénaze, par des jeunes venant de Strasbourg pour les familles juives de Wolfisheim, Eckbolsheim et Oberschaeffolsheim. 
En 2008, le bâtiment est de nouveau restauré
«  La synagogue de Wolfisheim a fait l'objet d'importants travaux de restauration. Résultat : une nouvelle jeunesse pour ce bâtiment datant de 1897.

Des peintures qui s'écaillaient à l'intérieur, des pierres de grès abîmées sur la façade, des problèmes d'humidité, la synagogue de Wolfisheim devait faire l'objet de travaux. Claude Kahn, président et trésorier de cette communauté qui regroupe Wolfisheim, Eckbolsheim et Oberschaeffolsheim, s'était attaqué, avec son comité, aux problèmes. Celui de lancer le chantier et celui de son financement. Les décors floraux, refaits à l'identique, sont empreints de fraîcheur. En mars dernier, les travaux ont commencé... »
En plus des gros travaux d'assèchement, l'éclairage a été refait, le chauffage modernisé, la cour pavée et la toiture refaite.
La synagogue est inscrite dans l'Inventaire général du patrimoine culturel  de la base Mérimée sous la référence IA67008006.
Nouvelles tables de la Loi "Décalogue". Les dix commandements
Les anciennes tables qui se trouvaient au-dessus de l'Arche étaient en chiffres Romains, ce qui est contraire à la tradition juive, elles doivent mentionnées le début de chacune des dix paroles (Lois) que Moïse a reçu de la main de D.ieu.
Elles ont été remplacées à la mémoire de Monsieur Maïmon Street ז''ל en 2016.

## Galerie

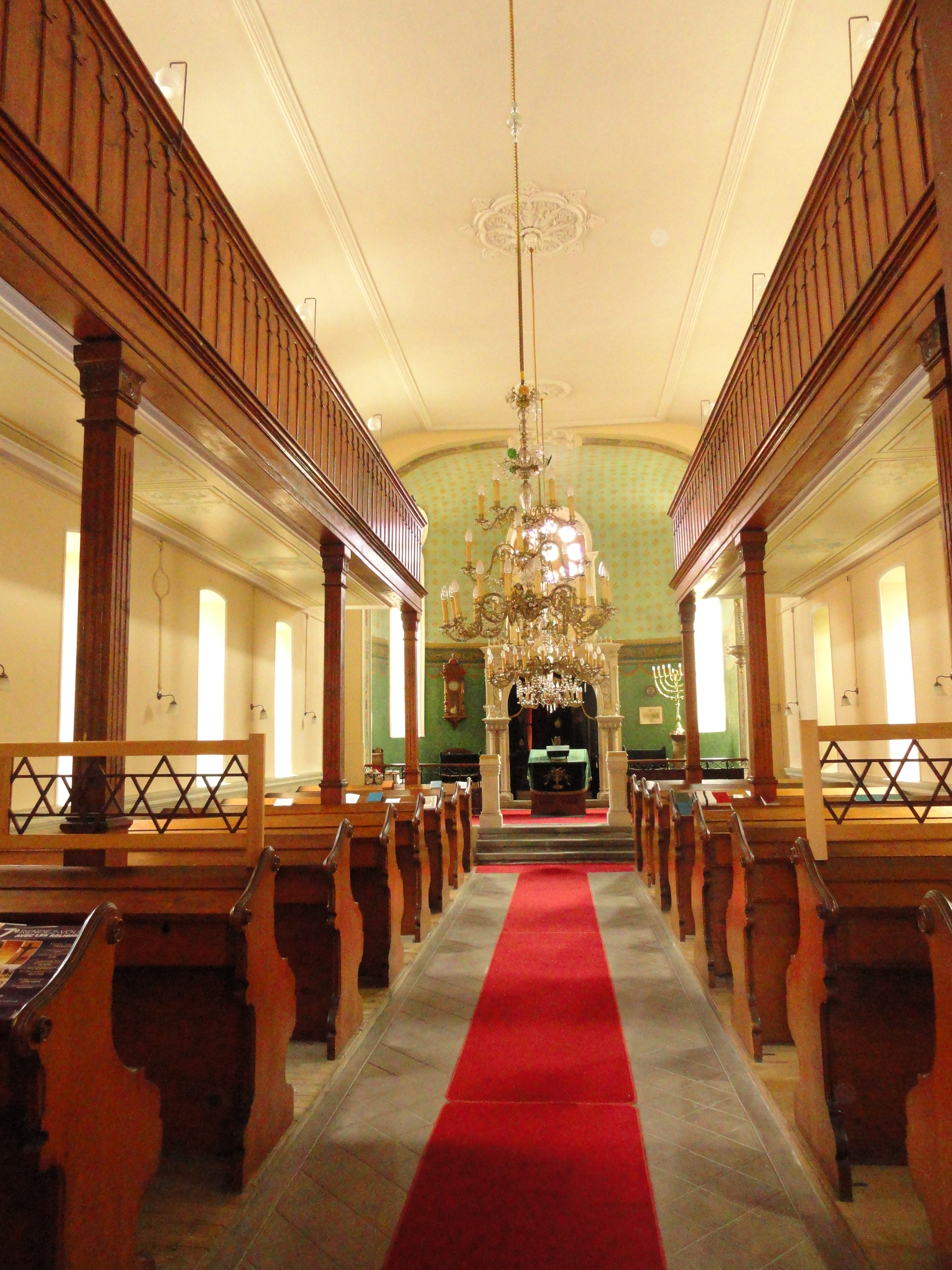
Intérieur de la synagogue
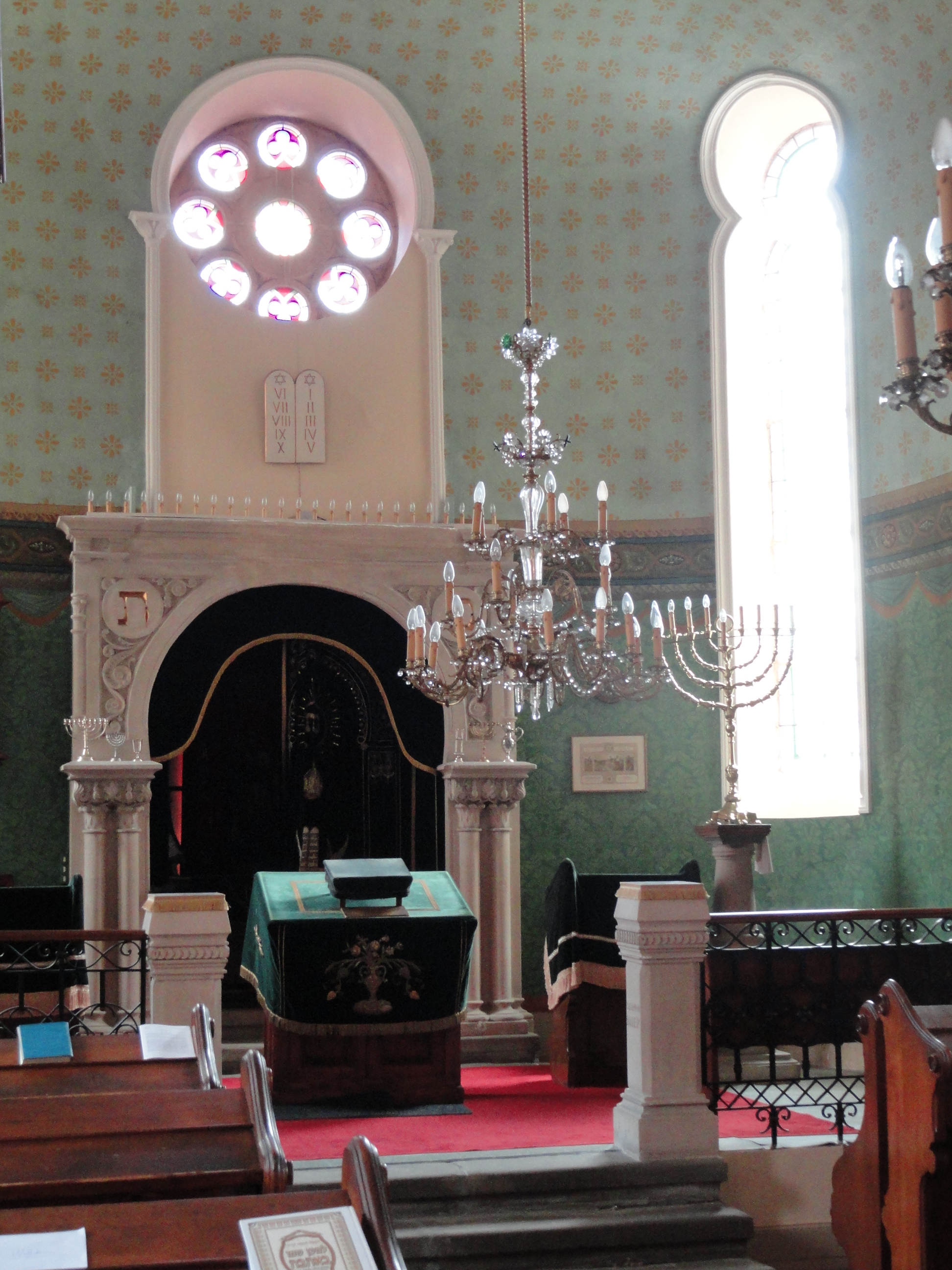
La Bimah et l'Arche sainte
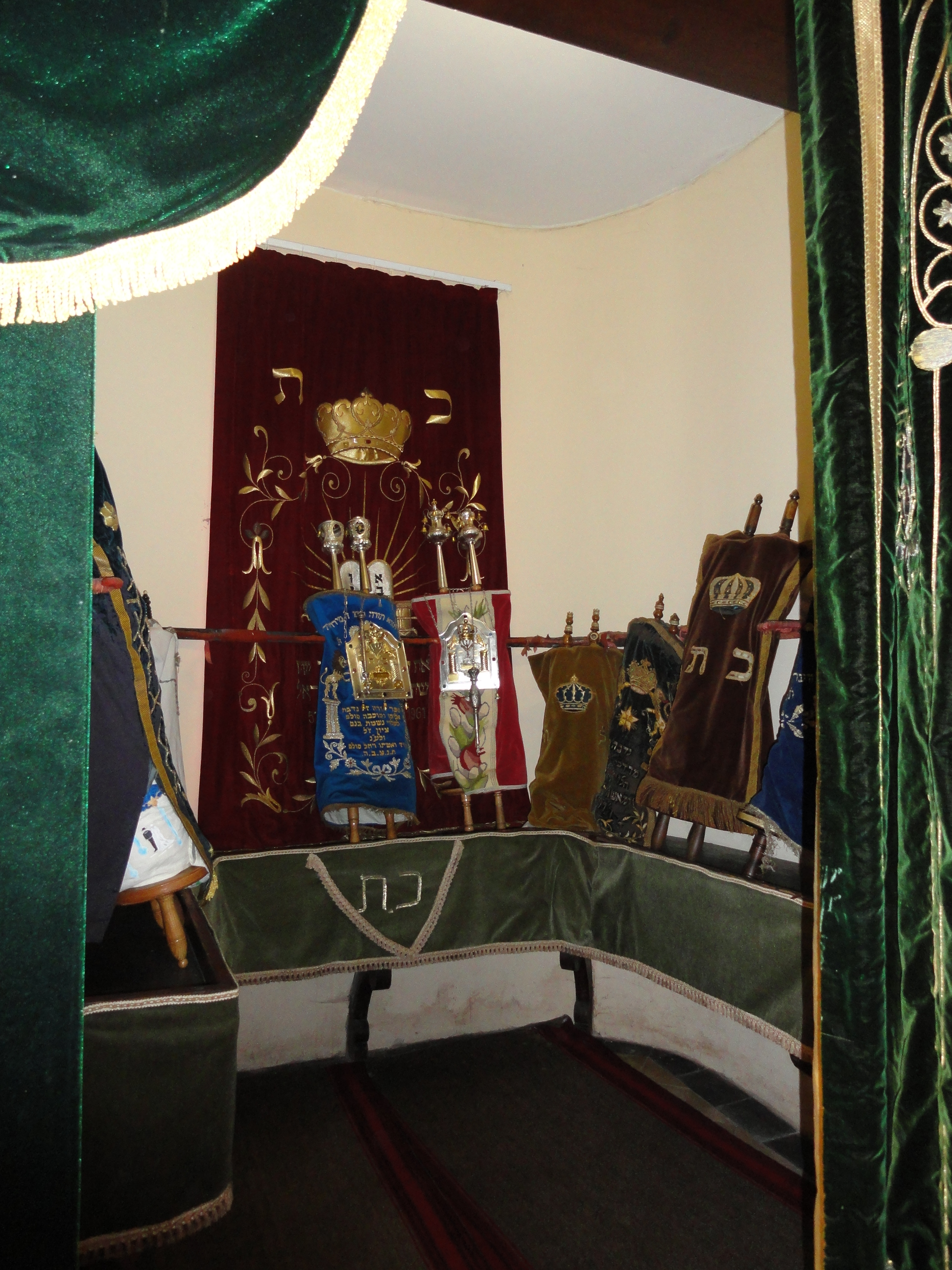
Les Sifrei Torah
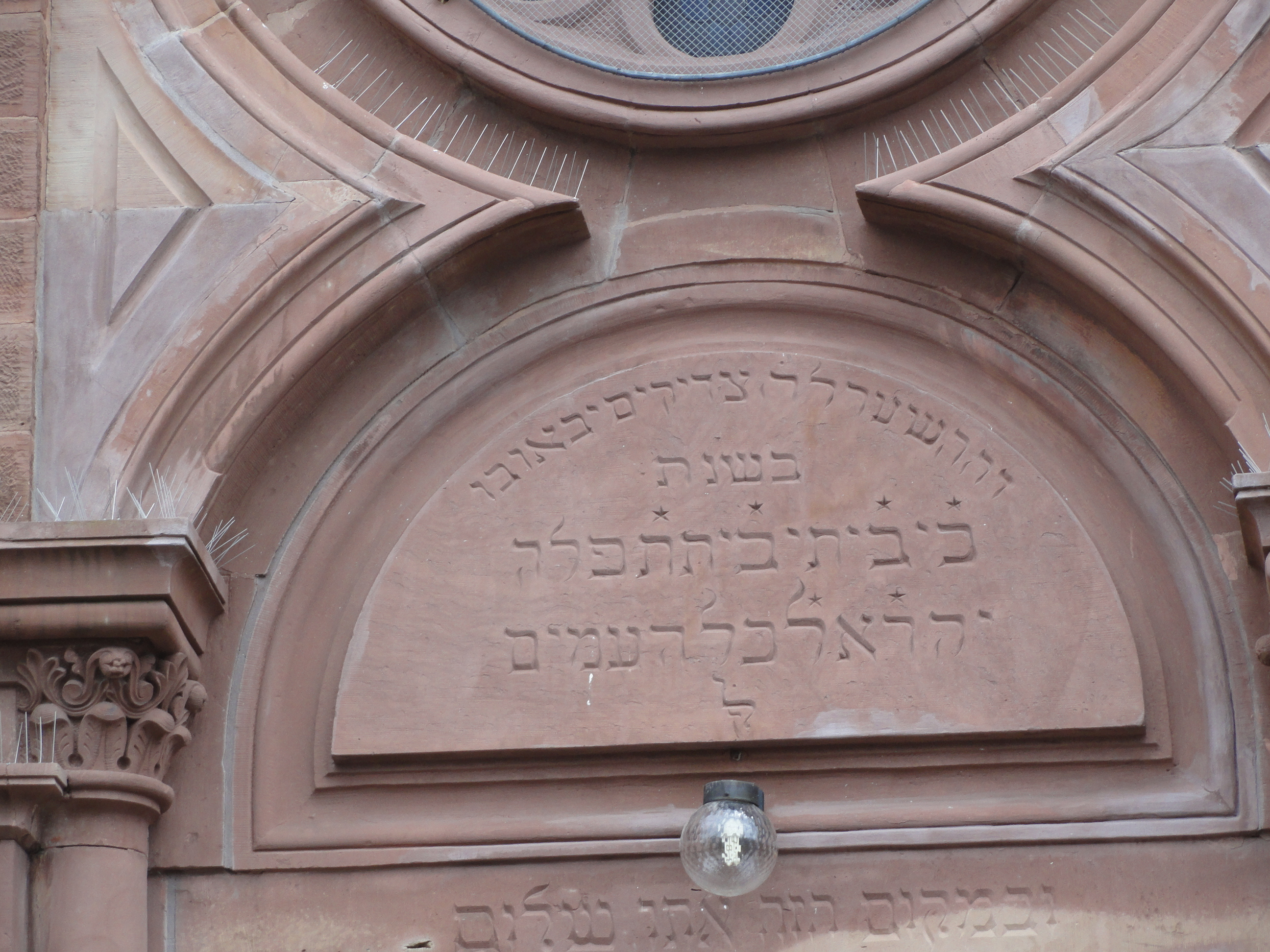
Inscription en hébreu au-dessus du portail
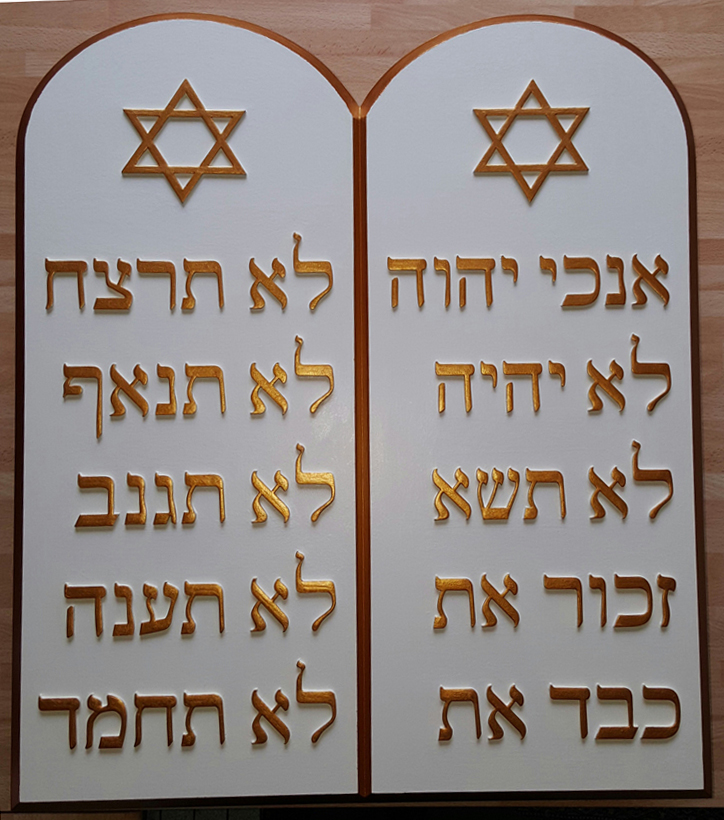
Nouvelles tables de La Loi
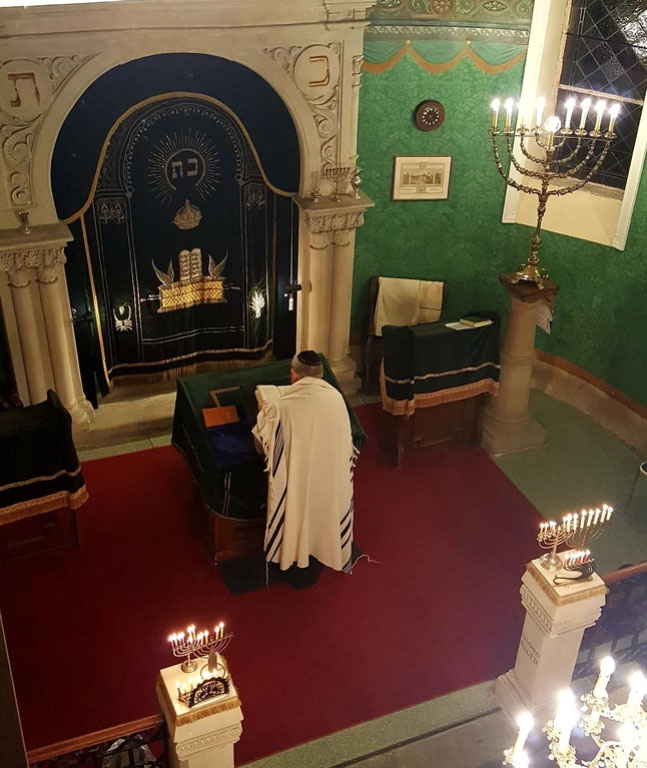
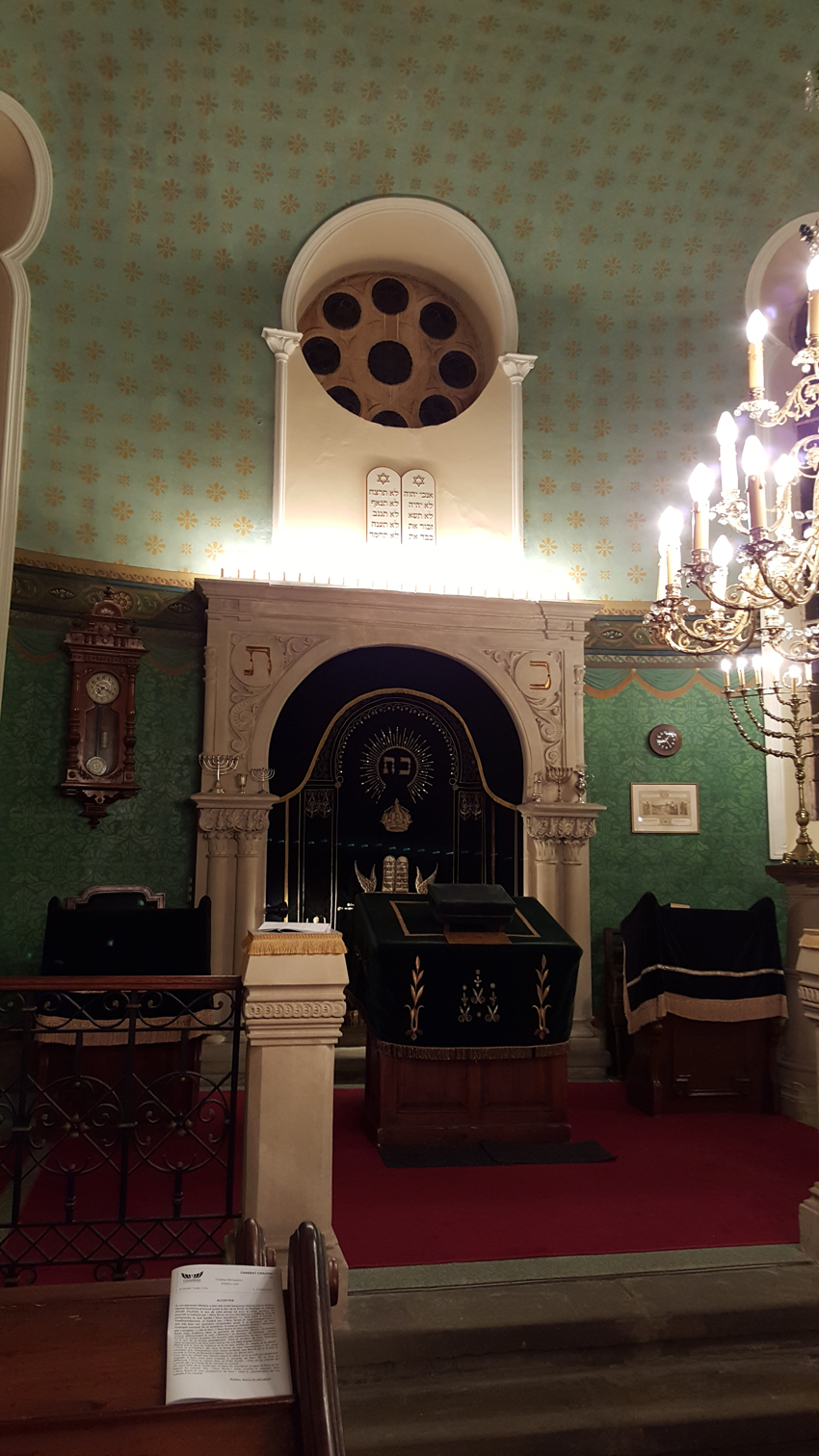
L'arche avec les Nouvelles tables de La Loi
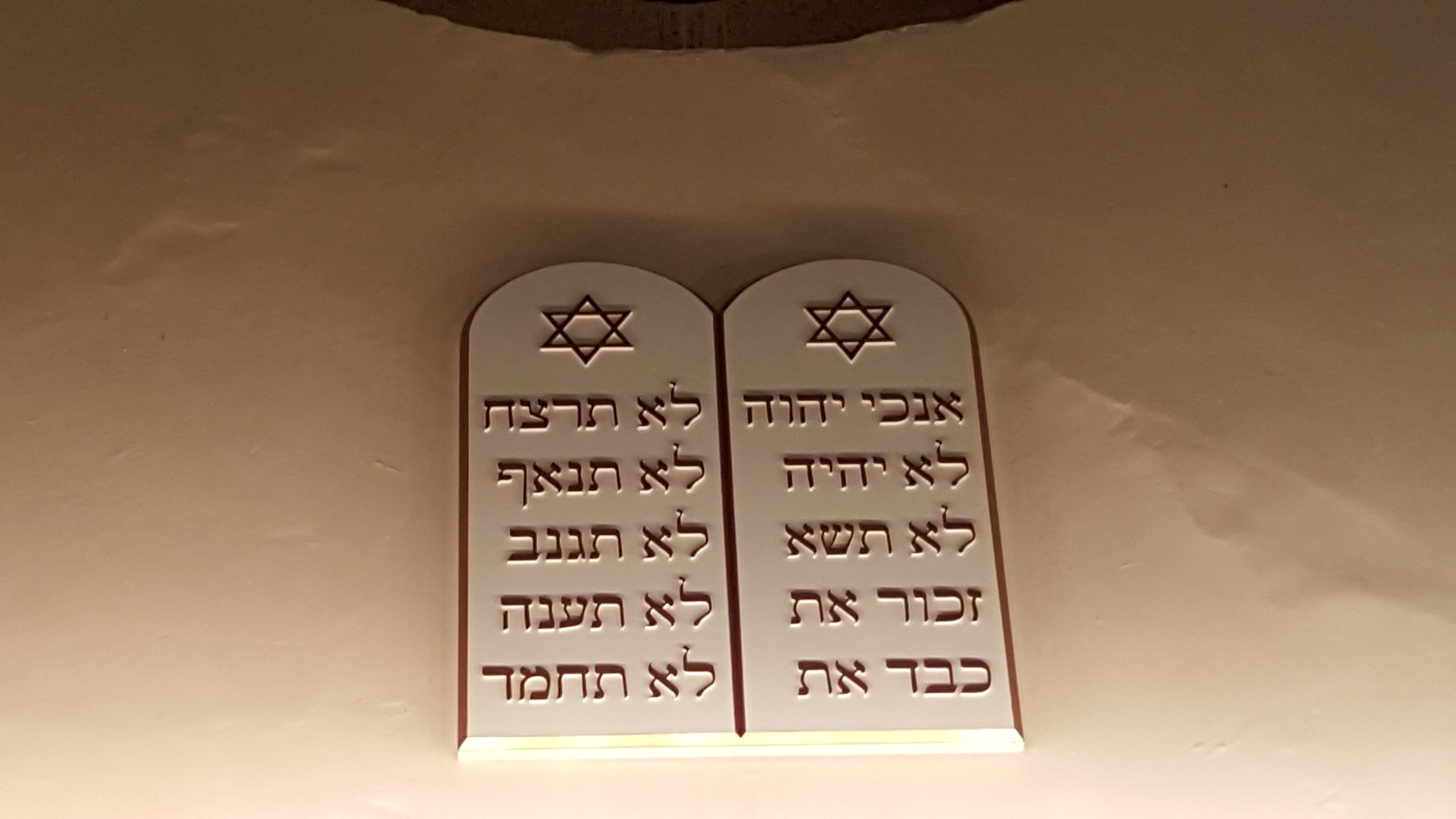
Nouvelles tables de La Loi
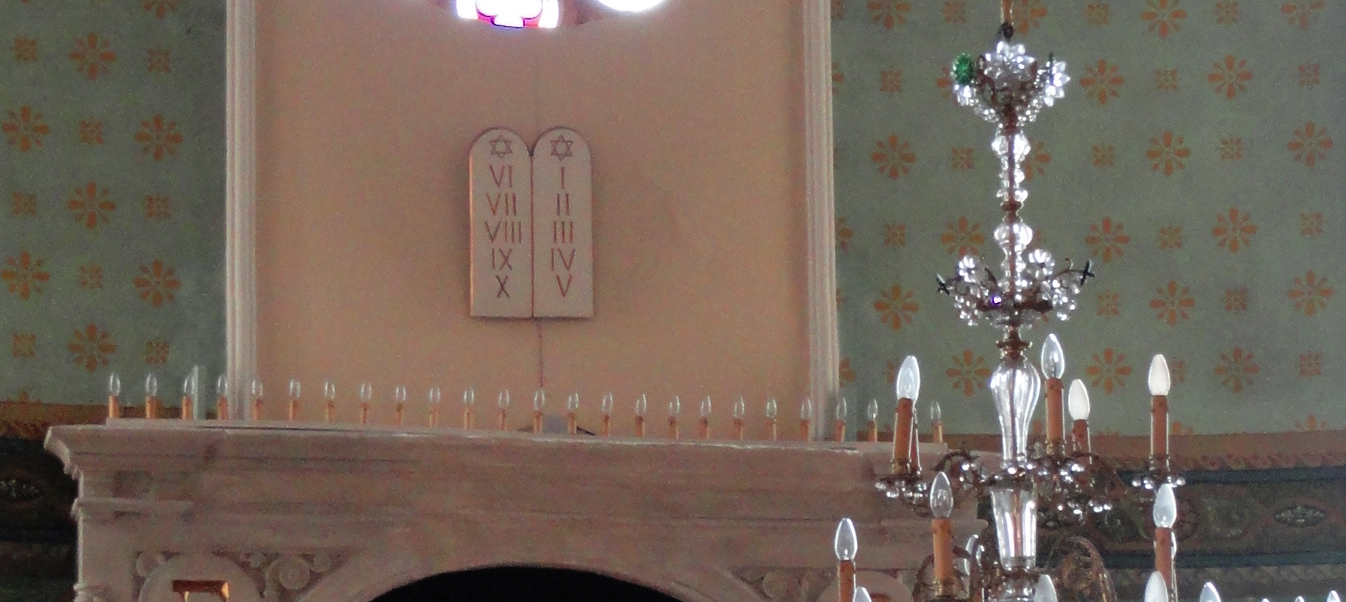
Anciennes tables de La Loi en chiffres romains